# Tesoura de frente invertida
La tesoura de cintura de frente invertida (litt. "ciseaux de ceinture de devant inversés", en portugais), plus souvent abrégée en tesoura de frente invertida ("ciseaux de devant inversés"), est un mouvement déséquilibrant de capoeira qui consiste à ceinturer l'adversaire avec les jambes avant de pivoter le corps pour le faire tomber en avant. Le corps doit être orienté vers l'avant de l'adversaire.

## Technique
- Ceinturer l'adversaire par le côté sans croiser les jambes, en plaçant une jambe derrière son bassin et l'autre devant ses chevilles, tout en s'appuyant sur le sol avec une main.
- Placer le bassin aussi proche que possible du sien, sans hésiter à s'agripper à l'adversaire avec l'autre main. Plus le bassin est bas, plus il sera difficile de le faire tomber.
- Pivoter le corps vers l'avant, en exerçant une pression sur sa taille et en fauchant sa jambe d'appui avec la jambe du dessous, de manière à faire tomber l'adversaire en avant.
- Une fois la personne à terre, se dégager aussi vite que possible.

On fait généralement cette technique comme transformation de la tesoura de frente en réalisant un pivot du corps dans le sens inverse.